# Turchia ai Giochi della XIV Olimpiade
La Turchia partecipò ai Giochi della XIV Olimpiade, svoltisi a Londra, dal 20 luglio al 14 agosto 1948,  
con una delegazione di 58 atleti, di cui 1 donna, impegnati in 7 discipline,
aggiudicandosi 6 medaglie d'oro, 4 medaglie d'argento e 2 medaglie di bronzo.

## Medagliere

### Per discipline
| Sport              | Oro | Argento | Bronzo | Totale |
| ------------------ | --- | ------- | ------ | ------ |
| Lotta libera       | 4   | 2       | 0      | 6      |
| Lotta greco-romana | 2   | 2       | 1      | 5      |
| Atletica leggera   | 0   | 0       | 1      | 1      |
| Totale             | 6   | 4       | 2      | 12     |

### Medaglie
| Medaglia | Atleta         | Sport              | Evento       |
| -------- | -------------- | ------------------ | ------------ |
| Oro      | Mehmet Oktav   | Lotta greco-romana | Pesi piuma   |
| Oro      | Ahmet Kireççi  | Lotta greco-romana | Pesi massimi |
| Oro      | Nasuh Akar     | Lotta libera       | Pesi gallo   |
| Oro      | Gazanfer Bilge | Lotta libera       | Pesi piuma   |
| Oro      | Celal Atik     | Lotta libera       | Pesi leggeri |
| Oro      | Yaşar Doğu     | Lotta libera       | Pesi welter  |
| Argento  | Kenan Olcay    | Lotta greco-romana | Pesi mosca   |
| Argento  | Muhlis Tayfur  | Lotta greco-romana | Pesi medi    |
| Argento  | Halit Balamir  | Lotta libera       | Pesi mosca   |
| Argento  | Adil Candemir  | Lotta libera       | Pesi medi    |
| Bronzo   | Ruhi Sarıalp   | Atletica leggera   | Salto triplo |
| Bronzo   | Halil Kaya     | Lotta greco-romana | Pesi gallo   |

## Risultati

### Calcio
| Atleta | Classifica |                    |
| --- | --- | ------------------ |
| V · D · M Nazionale turca · Calcio ai Giochi Olimpici Estivi 1948 P Arman · P Atlıoğlu · D Alyüz · D Erol · D Tosuncuk · C B. Eken · C Saygun · C Torkal · C Özkaya · C Var · A Alpaslan · A R. Eken · A Gülesin · A Keskin · A Kılıç · A Kırcan · A Küçükandonyadis · A Tokaç · A Üreten · CT : Yenal | 5° |                    |
| Nazionale turca · Calcio ai Giochi Olimpici Estivi 1948 | |                    |
| P Arman · P Atlıoğlu · D Alyüz · D Erol · D Tosuncuk · C B. Eken · C Saygun · C Torkal · C Özkaya · C Var · A Alpaslan · A R. Eken · A Gülesin · A Keskin · A Kılıç · A Kırcan · A Küçükandonyadis · A Tokaç · A Üreten · CT: Yenal                                                                    | P Arman · P Atlıoğlu · D Alyüz · D Erol · D Tosuncuk · C B. Eken · C Saygun · C Torkal · C Özkaya · C Var · A Alpaslan · A R. Eken · A Gülesin · A Keskin · A Kılıç · A Kırcan · A Küçükandonyadis · A Tokaç · A Üreten · CT: Yenal | Turchia (bandiera) |